# Grzegorz Świercz
Grzegorz Maciej Świercz (ur. 24 lutego 1960 w Ostrowcu Świętokrzyskim) – polski lekarz, doktor nauk medycznych, samorządowiec, od 2010 do 2014 wicemarszałek województwa świętokrzyskiego.

## Życiorys
Ukończył studia na Wydziale Lekarskim Akademii Medycznej w Warszawie, zaś w 2001 Podyplomowe Studium Zarządzania Organizacjami Ochrony Zdrowia Szkoły Głównej Handlowej w Warszawie. W 2002 uzyskał stopień doktora nauk medycznych w Instytucie Centrum Zdrowia Matki Polki w Łodzi na podstawie rozprawy zatytułowanej Szew okrężny szyjki macicy – analiza wskazań, powikłań i wyników odległych.
W 1985 rozpoczął specjalizację z ginekologii i położnictwa w Wojewódzkim Specjalistycznym ZOZ nad Matką i Dzieckiem w Kielcach. Pełnił w nim funkcje starszego asystenta, zastępcy ordynatora i kierownika Wojewódzkiej Poradni Niepłodności, kończąc pracę w 2007. W 2009 został zatrudniony na Oddziale Ginekologiczno-Położniczym Wojewódzkiego Szpitala Zespolonego w Kielcach. Ponadto w 1988 otworzył prywatny gabinet lekarski. W 2017 uzyskał specjalizację w dziedzinie endokrynologii ginekologicznej i rozrodczości.
W 2005 wstąpił do Platformy Obywatelskiej. wyborach parlamentarnych w 2007 bez powodzenia kandydował do Sejmu w okręgu kieleckim (otrzymał 4044 głosów). W 2008 został pełnomocnikiem wojewody świętokrzyskiego do spraw ochrony zdrowia. W 2010 uzyskał mandat radnego sejmiku świętokrzyskiego IV kadencji, a następnie został wybrany na wicemarszałka województwa. Jednocześnie kandydował wówczas w wyborach na prezydenta Kielc. Otrzymując 3058 głosów (4,18%), zajął piąte miejsce spośród siedmiu kandydatów. W 2014 uzyskał reelekcję w wyborach do sejmiku, jednak nie otrzymał rekomendacji na wicemarszałka. Był wiceprzewodniczącym PO w województwie. 21 kwietnia 2015 został usunięty z partii. W wyborach do sejmiku w 2018 bezskutecznie ubiegał się o reelekcję z listy Projektu Świętokrzyskie. W lipcu 2019 objął jednak mandat w miejsce powołanej na wiceprezydenta Kielc Danuty Papaj. W 2024 startował do sejmiku z ramienia komitetu Konfederacja i Bezpartyjni Samorządowcy.

## Odznaczenia i wyróżnienia
Odznaczony Złotym Krzyżem Zasługi (2025). Laureat Nagrody Miasta Kielce (2023).

## Życie prywatne
Od 1983 żonaty z Anną, profesor Uniwersytetu Jana Kochanowskiego w Kielcach.